# Deutsche Poolbillard-Meisterschaft 2019 (Ladies)
Die Deutsche Poolbillard-Meisterschaft 2019 war die 19. Austragung zur Ermittlung der nationalen Meistertitel der Ladies in der Billardvariante Poolbillard. Sie wurde vom 2. bis 10. November 2019 in der Wandelhalle in Bad Wildungen im Rahmen der Deutschen Billard-Meisterschaft ausgetragen.
Es wurden die Deutschen Meisterinnen in den Disziplinen 14/1 endlos (erstmals seit 2014), 8-Ball, 9-Ball und 10-Ball ermittelt.

## Medaillengewinner
| Disziplin   | Gold                                   | Silber                            | Bronze                               | Bronze                                 |
| ----------- | -------------------------------------- | --------------------------------- | ------------------------------------ | -------------------------------------- |
| 14/1 endlos | Manuela Barke BC Schalke Gelsenkirchen | Susanne Wessel BV Pool 2000 Herne | Wienke Thamsen BC Colours Düsseldorf | Birgit Heidorn BSG Hannover            |
| 8-Ball      | Susanne Wessel BV Pool 2000 Herne      | Karin Michl Fortuna Straubing     | Conny Teichert 1. PBC Gießen 1986    | Karin Bogs Bf Duisburg 02              |
| 9-Ball      | Karin Michl Fortuna Straubing          | Anja Hehre BFC Fortuna Berlin     | Susanne Wessel PBC Castrop           | Manuela Barke BC Schalke Gelsenkirchen |
| 10-Ball     | Manuela Barke BC Schalke Gelsenkirchen | Anja Hehre BFC Fortuna Berlin     | Janet Hummel Pool 2000 Leipzig       | Conny Teichert 1. PBC Gießen 1986      |

## Modus
Die 24 Spielerinnen, die sich über die Landesmeisterschaften der Billard-Landesverbände qualifiziert haben, spielten zunächst im Doppel-KO-System. Ab dem Achtelfinale wurde im KO-System gespielt.